# Скоблин, Николай Владимирович
Никола́й Влади́мирович Скобли́н (9 июня 1893, Нежин — 1937 или 1938) — русский военачальник, участник Первой мировой и гражданской войн.
Участник Белого движения. Начальник Корниловской дивизии с 14 (27) октября 1919 года (в возрасте 26 лет и тем самым — самый молодой начальник дивизии среди белогвардейцев). Генерал-майор (26 марта 1920). В 1937 году исчез и заочно обвинялся в сотрудничестве с советскими спецслужбами.

## Происхождение и Первая мировая война
По происхождению дворянин, родился 9 июня 1893 года в городе Нежине Черниговской губернии.
Историк Волков отмечает, что его отец Владимир Скоблин был коллежским асессором, но на фотографии Скоблина с отцом перед отправкой на фронт последний в военном мундире с погонами подполковника, то есть он был военным, и с чином не 8-го, а более высокого 7-го класса.
Поступил в Чугуевское военное училище. В 1914 году в связи с началом войны досрочно выпущен из училища с присвоением звания прапорщик. Участник Первой мировой войны. В марте 1915 года — прапорщик 126-го пехотного Рыльского полка, младший офицер 3-й роты. В ноябре 1915 года назначается командиром роты. 30 декабря 1915 года, будучи в чине подпоручика, был награждён орденом Святого Георгия 4-й степени

За мужество и храбрость, проявленные им 7-го июня 1915 года в бою с австрийцами у с.с. Сновидова и Космержин, где он под сильным действительным ружейным, пулемётным и артиллерийским огнём, примером личной храбрости ободрял своих нижних чинов и энергично увлекал их за собою вперёд, быстрым ударом в штыки вверенной ему роты взял с боя 2 пулемёта и содействовал взятию в плен батальона австрийцев с офицерами.
В 1916 году получил за проявленную храбрость золотое Георгиевское оружие. Дважды был ранен.
В 1917 году — штабс-капитан, командир 12-й роты, добровольно вступил в 1-й Ударный отряд (переименованный в Корниловский ударный отряд как получивший именное шефство генерала Л. Г. Корнилова), командир 2-го батальона.

## Гражданская война в России
В Добровольческой армии с самого её основания. В конце 1917 — начале 1918 года — капитан, продолжил службу в Корниловском ударном полку под командой Генерального штаба подполковника М. О. Неженцева. Первопоходник.
В боевой обстановке последовательно прошел все командирские должности — командир роты, командир батальона, помощник командира полка. В ноябре 1918 года во время Второго Кубанского похода произведен в полковники и назначен командиром Корниловского ударного полка. В наступлении на Москву в октябре 1919 года назначен командиром Корниловской ударной бригады, а после взятия Орла — и развернутой на её основе Корниловской ударной дивизии. При начавшемся наступлении Красной армии предлагал собрать Ударную Корниловскую дивизию в кулак и решительным контрударом остановить противника, но его предложение не было принято командованием.
Командовал дивизией и при отступлении, как признавали противники — оказывая местами упорное сопротивление, вплоть до Новороссийска.
Личные качества — храбрость, выдержка, хладнокровие, общительность.
В Русской армии генерала П. Н. Врангеля — также начальник Корниловской ударной дивизии. 26 марта 1920 года в возрасте 26 лет был произведён «за особые отличия» в генерал-майоры — самый молодой командир дивизии у белогвардейцев. Не имея полноценного военного образования, отличался в боях тактической смекалкой, был мастером оборонительных боев, с задатками оперативно-стратегического таланта. Известный генерал Слащев характеризовал его как способного офицера, хорошего полкового командира, «но не выше».
Весной 1920 года в Крыму познакомился с Н. В. Плевицкой, которая давала концерты для чинов его дивизии.
Дважды был ранен, командуя дивизией в Северно-Таврийской операции. 16 октября ст. ст. в тяжелом бою под Верхним Рогачиком во главе Корниловского конного дивизиона контратаковал красную кавалерию, что позволило отступающей Корниловской дивизии оторваться от преследователей. Сам Скоблин в этой атаке получил два пулевых ранения.
Находился в госпитале и не командовал дивизией при обороне Перекопа. 29 октября был назначен комендантом по погрузке войск в Севастополе. Вместе со своими частями покинул Россию.

## В эмиграции
В Галлиполийском лагере — командир Корниловского ударного полка, сформированного из малочисленных частей одноимённой дивизии.
Переехал с полком в Болгарию, где в 1927 году генералом бароном П. Н. Врангелем был отрешён от командования полком, так как отправившись по гастролям со своей женой певицей Н. В. Плевицкой, в том числе и в Америку, мало стал уделять времени своей части. В 1929 году, после смерти Врангеля, был восстановлен во главе объединения чинов Корниловского ударного полка генералом Кутеповым в Париже.
В 1936 году в Париже при его поддержке вышла книга Критского «Корниловский ударный полк», о которой в приказе по полку Скоблин отметил, что книга посвящена памяти погибших товарищей и отвечает моральному долгу, который корниловцы несут перед историей.

### Обвинения в сотрудничестве с НКВД
В рассказе писателя Дамаскина, признававшего, что никаких документальных подтверждений его версии нет, в 1930 или 1931 году Скоблин был завербован своим бывшим однополчанином агентом ГПУ НКВД РСФСР Петром Ковальским и получил кличку «Фермер».
Вербовка белых офицеров происходила по уже знакомому сменовеховскому образцу:

Россия в опасности, иностранцы хотят поделить её между собой. Были мы с вами в Белой армии, а в общем-то воевали на пользу Англии и Франции. Теперь французы укрывают у себя белых, надеясь ещё раз использовать их против России. Мы же 70 процентов офицеров генерального штаба, создали Красную армию, укрепили её и выгнали из России интервентов. Знаю вас как способного офицера. Вы должны работать с нами. Нам вы очень нужны …
В ряде западных изданий ошибочно утверждается, что Скоблин якобы был причастен к похищению советскими агентами генерала Александра Кутепова: в действительности это осуществляли агенты под руководством Якова Серебрянского.
27 февраля 1935 года Скоблин в окрестностях Парижа попал в автокатастрофу, получив травмы ключицы и лопатки средней тяжести.

### Дело Тухачевского
По «мемуарам» В. Шелленберга, якобы именно Скоблин передал К. Янке и Р. Гейдриху некие «документы» о возможном союзе генералитетов вермахта и РККА и заговоре против Сталина, которые позднее (согласно рассказам того же Шелленберга) будто бы послужили основанием для возбуждения «дела Тухачевского». Шелленберг писал:
«…мы так и поступили, и названный русский моментально вылетел в Москву и возвратился в сопровождении личного посланника Сталина, предъявившего специальные полномочия от имени Ежова. Сталин запрашивал, в какую сумму мы оцениваем собранный материал. Ни Гитлер, ни Гейдрих не помышляли о финансовой стороне дела. Однако, не подав виду, Гейдрих запросил три миллиона рублей золотом, которые эмиссар Сталина выплатил сразу после самого беглого просмотра документов».
Советский разведчик Л. Треппер в своих мемуарах также писал, что Скоблин по заданию НКВД подбросил в СД к Р. Гейдриху ложные материалы о том, что маршал Тухачевский якобы готовит заговор против И. В. Сталина и Советской власти и хочет сделать военный переворот. Эта фальшивка вернулась к Сталину готовым компрометирующим материалом. (См. Дело маршалов)
Версию об участии Скоблина в этой операции отстаивал и Вальтер Кривицкий, утверждая, что в передаче документов против Тухачевского якобы участвовал и президент Чехословакии Эдвард Бенеш. Судоплатов называл версию о «документах» ложью, поскольку никаких подобных документов не было найдено ни в архивах КГБ, ни в личном архиве Сталина. В то же время, по словам Судоплатова, в 1937 году в газете «Правда» вышла статья о сотрудничестве Скоблина с гестапо, целью которой было отвлечь внимание от обвинений НКВД в похищении белого генерала Евгения Миллера.

### Похищение Миллера
Выполняя советское задание, в сентябре 1937 года участвовал в похищении председателя РОВСа генерала Е. К. Миллера.
В рассекреченном к 1993 году деле Е. К. Миллера хранится письмо Н. В. Скоблина, написанное, вероятно, на казённой даче в Болшево, куда его после бегства из Парижа определили на поднадзорное жительство, и адресовано его начальнику по НКВД, советскому резиденту в Париже.:

11 ноября 37. Дорогой товарищ Стах! Пользуясь случаем, посылаю Вам письмо и прошу принять, хотя и запоздалое, но самое сердечное поздравление с юбилейным праздником 20-летия нашего Советского Союза. Сердце мое сейчас наполнено особой гордостью, ибо в настоящий момент я весь, целиком, принадлежу Советскому Союзу, и нет у меня той раздвоенности, которая была до 22 сентября (день похищения генерала Миллера). Сейчас я имею полную свободу говорить всем о моем Великом Вожде Товарище Сталине и о моей Родине — Советском Союзе… Сейчас я тверд, силен и спокоен и верю, что Товарищ Сталин не бросит человека…
По другой версии, после разоблачения и попытки сдать его французской полиции Скоблин бежал, укрылся в советском посольстве в Париже или на одной из парижских явок ИНО НКВД.
Дальнейшая судьба Скоблина остаётся неясной, выдвигаются различные предположения касательно обстоятельств его исчезновения и гибели.

### Исчезновение
Официальные представители Советского Союза никогда не признавали ответственности за убийство генерала Скоблина. После распада СССР в прессе появилось несколько версий его гибели, каждая из которых противоречила иным. По сообщению П. А. Судоплатова Скоблин бежал из Парижа в Испанию (где в это время шла гражданская война), где погиб не то в 1937, не то в 1938 году при бомбёжке франкистской авиацией Барселоны.
По версии Дж. Костелло и О. Царёва, генерал Скоблин был убит сотрудниками НКВД А. М. Орловым, Я. И. Серебрянским и Н. И. Эйтингоном через несколько дней после его разоблачения в качестве агента советских спецслужб соратниками похищенного генерала Миллера. Скоблин якобы был нелегально вывезен из Франции на специально для этого зафрахтованном агентами НКВД легкомоторном самолёте, направлявшемся в Испанию; во время перелёта зарезан на его борту, а труп выброшен с высоты в море. План операции по ликвидации Скоблина был предварительно согласован с руководством НКВД в Москве: его утвердил начальник ИНО НКВД А. А. Слуцкий по согласованию со Сталиным. Отправленная в парижскую резидентуру НКВД шифротелеграмма Слуцкого гласила: «Париж. Шведу и Яше. Лично. Ваш план принимается. Хозяин просит, чтобы всё прошло чисто, а у жены „Тринадцатого“ создалось впечатление, что с ним всё в порядке и он дома».
Согласно ещё одной версии, Скоблин умер в 1938 году.
Измена генерала Скоблина потрясла всю Белую эмиграцию, ликвидацией её последствий[уточнить] занимались многие эмигранты, в частности, М. И. Бояринцев.
В связи с выдвинутыми в прессе обвинениями против Скоблина в приказе по РОВС было отмечено, что «блестящее прошлое генерал-майора Скоблина в Добровольческой, а потом в Русской армии несомненно и достаточно известно».
Историк С. Т. Минаков приводит такую характеристику Скоблина: «Проявлял холодную жестокость с пленными, был честолюбив, но в то же время изобретательный тактик, всегда выводил корниловцев из обречённых ситуаций, человек большой личной храбрости».

## Награды
- Орден Святого Георгия 4-й степени (ВП 30.12.1915)
- Орден Святой Анны 4-й степени «За храбрость» (ВП 8.01.1916)
- Георгиевское оружие (ВП 7.02.1916)
- Знак 1-го Кубанского (Ледяного) похода (1918)
- Орден Святителя Николая Чудотворца (Приказ Главнокомандующего № 167, 11 июля 1920)

## Семья
Жена — певица Надежда Плевицкая. После того, как Скоблин исчез, её арестовало французское Второе бюро (контрразведка) и обвинило в сотрудничестве с НКВД. Она умерла 1 октября 1940 года в Центральной тюрьме французского города Ренн, уже в период германской оккупации. Судьбе Плевицкой посвящены рассказ Владимира Набокова «Помощник режиссёра» и фильм Эрика Ромера «Тройной агент».

## Память
- Николай Скоблин упоминается в трилогии Анатолия Рыбакова «Дети Арбата» во второй книге «Страх».
- Игорь Васильев в художественном сериале «Очарование зла», 2006 год.